# Чапля Віталій Михайлович
Віта́лій Миха́йлович Ча́пля (нар. 23 серпня 1979, м. Дрогобич, Львівська область, Україна) — бригадний генерал, Заступник начальника Східного регіонального управління — начальник оперативно-військового управління Державної прикордонної служби України, учасник російсько-української війни, кавалер ордена Данила Галицького.